# Maxime De Zeeuw
Pour les articles homonymes, voir De Zeeuw.
Maxime De Zeeuw, né le 26 avril 1987 à Uccle, en Belgique, est un joueur belge de basket-ball. Il évolue au poste d'ailier fort.

## Biographie
De Zeeuw remporte le titre de meilleur jeune joueur de l'année du championnat belge lors de la saison 2008-2009.
En novembre 2013, il est nommé co-MVP de la première journée de l'EuroChallenge avec Greg Brunner. De Zeeuw marque 21 points (à 9 sur 14 au tir), prend 10 rebonds, réalise 4 interceptions et 2 passes décisives pour une évaluation de 31 dans la victoire de son équipe face à la JDA Dijon.

## Palmarès
- Vainqueur de la Coupe de Belgique en 2024 avec le Limbourg United.